# Hittbergen
Hittbergen är en kommun och ort i Landkreis Lüneburg i förbundslandet Niedersachsen i Tyskland.
Kommunen ingår i kommunalförbundet Samtgemeinde Scharnebeck tillsammans med ytterligare sju kommuner.